# Vélizy-Villacoublay
Vélizy-Villacoublay é uma comuna francesa na região administrativa da Île-de-France, no departamento de Yvelines. A comuna possui 20 711 habitantes segundo o censo de 2011.
A cidade abriga o Institut des sciences et techniques des Yvelines.